# Antares
Antares es el nombre de la estrella α Scorpii (α Sco / 21 Sco), la más brillante de la constelación de Escorpio con magnitud aparente +1.09 y la decimosexta más brillante del cielo nocturno. Junto con Aldebarán (α Tauri), Espiga (α Virginis) y Regulus (α Leonis) está entre las cuatro estrellas más brillantes cerca de la eclíptica.
Clasificada como tipo espectral M1.5Iab-Ib, Antares es una supergigante roja, una gran estrella masiva evolucionada y una de las estrellas más grandes visibles a simple vista. Su tamaño exacto sigue siendo incierto, pero si se situara en el centro del sistema solar, se extendería hasta algún punto entre las órbitas de Marte y Júpiter. Su masa se calcula en unas 12 veces la del Sol. Antares parece una sola estrella a simple vista, pero en realidad es un sistema  estelar binario, con sus dos componentes llamadas α Scorpii A y α Scorpii B. La más brillante de la pareja es la supergigante roja, mientras que la más débil es una estrella caliente de secuencia principal de magnitud 5.5. Tienen una separación proyectada entre sí de aproximadamente 529 AU.
Antares es el miembro estelar más brillante y evolucionado de la asociación Scorpius-Centaurus, la asociación OB más cercana al Sol. Es miembro del subgrupo Escorpio Superior de la asociación, que contiene miles de estrellas con una edad media de once millones de años. Antares se encuentra a unos 170 pársecs de la Tierra en el borde de Scorpius Superior, e ilumina el complejo de nubes Rho Ophiuchi en primer plano.

## Antares en la antigüedad
El nombre de Antares proviene del griego anti Ares (Άντάρης) y significa «el rival de Ares» o «el opuesto a Ares» debido a su color rojizo, ya que en el cielo nocturno rivalizaba con el planeta Marte (Ἄρης, Ares en griego) que pasa muy cerca de esta estrella cada año y once meses. Su distintivo color rojizo ha hecho de ella un objeto de interés en muchas sociedades del pasado.
La situación de la estrella en el centro de la constelación de Scorpius explica su otro nombre, de origen árabe, Kalb al Akrab («el corazón del escorpión»). En la astronomía egipcia representó a la diosa Serket o Selkit, anunciando la salida del Sol por sus templos en el equinoccio otoñal (3700‑3500 a. C.); muchos de los templos egipcios están orientados de tal manera que la luz de Antares jugara un papel importante en las ceremonias que se llevaban a cabo.  En la antigua Persia era una de las cuatro «Estrellas Reales» y, probablemente, el Guardián del Cielo mencionado como Satevis; los corasmianos la llamaron Dharind, «la que agarra», y los coptos Kharthian, «el corazón».
Los chinos incluyeron a Al Niyat (σ Scorpii) y τ Scorpii —a ambos lados de Antares— para su constelación china Sin o Xīn, siendo Al Niyat la estrella determinante.

## Nomenclatura

Antares entre τ (abajo a la izquierda) y σ Scorpii. Antares aparece blanca en esta imagen WISE en falso color infrarrojo.

α Scorpii (latinizada como Alpha Scorpii) es la designación de Bayer de la estrella. Antares tiene la Denominación de Flamsteed 21 Scorpii, así como designaciones de catálogo como HR 6134 en el Bright Star Catalogue y HD 148478 en el Henry Draper Catalogue. Como fuente infrarroja prominente, aparece en el catálogo Two Micron All‑Sky Survey como 2MASS J16292443‑2625549 y en el catálogo Infrared Astronomical Satellite (IRAS) Sky Survey Atlas como IRAS 16262‑2619. También está catalogada como estrella doble WDS J16294‑2626 y CCDM J16294‑2626.  Antares es una estrella variable y aparece en el Catálogo General de Estrellas Variables, pero como estrella designada por Bayer no tiene una  designación de estrella variable separada.
Su nombre tradicional Antares deriva del Griego antiguo Ἀντάρης,(‘rival de Ares’) u «oponente de Marte», debido a la similitud de su tonalidad rojaa la apariencia del planeta  Marte. La comparación de Antares con Marte pudo tener su origen en la primitiva astrónomos mesopotámicos, lo que se considera una especulación anticuada, ya que el nombre de esta estrella en la astronomía mesopotámica siempre ha sido «corazón de Escorpión» y estaba asociada a la diosa Lisin. Algunos estudiosos han especulado con la posibilidad de que la estrella recibiera su nombre de Antar, o Antarah ibn Shaddad, el guerrero-héroe árabe celebrado en los poemas preislámicos Mu'allaqat. Sin embargo, el nombre «Antares» ya está probado en la cultura griega, por ejemplo, en el Almagesto y el Tetrabiblos de Ptolomeo. En 2016, la Unión Astronómica Internacional organizó un Grupo de Trabajo sobre Nombres de Estrellas (WGSN) para catalogar y estandarizar los nombres propios de las estrellas. El primer boletín del WGSN de julio de 2016 incluía una tabla de los dos primeros lotes de nombres aprobados por el WGSN, que incluía Antares para la estrella α Scorpii A. Ahora está introducido así en el Catálogo de Nombres de Estrellas de la IAU.

## Características

Comparación de tamaños entre Antares, Arturo y el Sol. El círculo negro representa el tamaño de la órbita de Marte. Hay que considerar que el radio de Antares puede ser superior a 300 × 10^{6} km, tal como figura en la imagen.

Antares es una supergigante roja de clase M1.5Iab situada aproximadamente a 550 años luz del sistema solar. Se acerca a nosotros a la velocidad de 3.4 km/s: este valor se debe tanto a su movimiento propio como al movimiento del Sol alrededor del centro de la Vía Láctea. Su luminosidad en el espectro visible es 10 000 veces mayor que la del Sol. Tiene una temperatura superficial de «solo» 3600 K, por lo que emite una considerable fracción de su luminosidad en el infrarrojo, siendo su luminosidad bolométrica 60 000 veces superior a la luminosidad solar. A partir de su temperatura y luminosidad se puede estimar su radio en 883 radios solares, igual a 3 au. Si estuviese en el centro de nuestro sistema solar, su superficie se extendería entre las órbitas de Marte y Júpiter, englobando prácticamente la totalidad del cinturón principal de asteroides. Y si un fotón partiera desde el centro de la estrella, viajando a la velocidad de la luz, tardaria 24 minutos en alcanzar la superficie. La medida de su diámetro angular da como resultado un radio aún mayor de 3.4 au.
Su masa se estima entre 15 y 18 masas solares. Dicho valor, unido al hecho de que esté en la etapa de supergigante roja, indica que Antares no está muy lejos de estallar como una espectacular supernova (lo cual podría suceder en el próximo millón de años), pudiendo dejar como remanente una estrella de neutrones o un agujero negro. Su descomunal tamaño en comparación con su masa da como resultado una densidad media muy baja, mucho menor que la del Sol. Asimismo, es una variable semirregular pulsante desde cuya superficie sopla un viento estelar que hace que la estrella se encuentre envuelta en una nube de gas.
Antares forma un sistema binario con una estrella blanco-azulada de clase B2.5, Antares B, separada visualmente tres segundos de arco. La separación en el espacio entre ambas estrellas es de aproximadamente 550 au y el período orbital puede ser de unos 2500 años. La compañera tiene magnitud +5.5 y su luminosidad equivale a 1/370 parte de la de su brillante compañera, a pesar de que es 170 veces más luminosa que nuestro Sol. Ha sido descrita frecuentemente como de color verde o esmeralda —probablemente por un efecto de contraste— y fue descubierta por Johann Tobias Bürg en 1819 durante una ocultación lunar.

## Historia
A principios del siglo XX se observaron variaciones de la velocidad radial en el espectro de Antares y se intentó deducir órbitas  espectroscópicas. Se hizo evidente que las pequeñas variaciones no podían deberse al movimiento orbital, y que en realidad estaban causadas por la pulsación de la atmósfera de la estrella.  Incluso en 1928, se calculó que el tamaño de la estrella debía variar alrededor de un 20 %.
La primera vez que se informó de que Antares tenía una estrella compañera fue por Johann Tobias Bürg durante una ocultación el 13 de abril de 1819, aunque esto no fue ampliamente aceptado y descartado como un posible efecto. Luego fue observada por el astrónomo escocés James William Grant FRSE mientras se encontraba en India el 23 de julio de 1844. Fue redescubierto por Ormsby M. Mitchel en 1846, y medido por William Rutter Dawes en abril de 1847.
En 1952, se informó de que Antares variaba de brillo.  Se describió un rango de magnitud fotográfica de 3.00 a 3.16. El brillo ha sido monitorizado por la Asociación Americana de Observadores de Estrellas Variables desde 1945, y ha sido clasificada como una estrella variable irregular lenta LC, cuya magnitud aparente varía lentamente entre los extremos de +0.6 y +1.6, aunque normalmente cerca de la magnitud +1.0. No presenta una periodicidad evidente, pero los análisis estadísticos han sugerido períodos de 1733 días o 1650 ± 640 días. No se ha detectado ningún período secundario largo independiente, aunque se ha sugerido que los períodos primarios superiores a mil días son análogos a los períodos secundarios largos.
Una investigación publicada en 2018 demostró que Ngarrindjeri aborígenes del  sur de Australia observaron la variabilidad de Antares y la incorporaron a sus tradiciones orales como Waiyungari (‘hombre rojo’).

## Observación
Alrededor del 31 de mayo es la mejor época del año para observar Antares porque es cuando la estrella se encuentra en oposición al Sol. En ese momento Antares sale en el ocaso y se oculta al amanecer. En esa situación es visible a lo largo de toda la noche, dependiendo, claro está, del lugar de la Tierra donde nos encontremos. Durante al menos dos o tres semanas antes y después del 30 de noviembre la estrella no es visible por el deslumbrante Sol. Este periodo es más largo en el hemisferio norte debido a que la declinación de la estrella se sitúa significativamente hacia el sur del ecuador celeste. La estrella empieza a ser visible de madrugada, unas pocas horas antes del alba, durante los meses de febrero, marzo y abril, y ya a finales de la primavera puede verse al caer la noche.
A pocos minutos de arco al suroeste de Antares puede verse, con unos prismáticos, el cúmulo globular M4 como una bola de nieve algodonosa; a través de cualquier telescopio de aficionado se puede resolver en estrellas gigantes anaranjadas, cuyo color se aprecia en fotografías de larga exposición.